# Evelyn Nakano Glenn
Evelyn Nakano Glenn (* 20. August 1940 in Sacramento) ist eine US-amerikanische Soziologin und Sozialpsychologin. Sie ist emeritierte Professorin an der University of California, Berkeley und amtierte 2010 als Präsidentin der American Sociological Association (ASA). Sie wurde durch ihre Beiträge zur kritischen Rassismus-Forschung sowie zu den Gender Studies bekannt.
Glenn machte 1962 das Bachelor-Examen (Psychologie) an der University of California at Berkeley und wurde 1971 an der Harvard University zur Ph.D. promoviert (Sozialpsychologie). Ihre erste akademische Position nach der Promotion war die als Assistant Professor für Soziologie an der Boston University, danach lehrte und forschte sie an der Florida State University und der Binghamton University. Seit 1990 ist sie Professorin in Berkeley.

## Schriften (Auswahl)
- Forced to care. Coercion and caregiving in America. Harvard University Press, Cambridge, Mass. 2010, ISBN 978-0-67404-879-9.
- Herausgeberin: Shades of difference. Why skin color matters. Stanford University Press, Stanford 2009, ISBN 978-0-80475-998-4.
- Unequal freedom. How race and gender shaped American citizenship and labor. Harvard University Press, Cambridge, Mass. 2002, ISBN 0674007328.
- Issei, Nisei, war bride. Three generations of Japanese American women in domestic service. Temple University Press, Philadelphia 1986, ISBN 0877224129.